# الحوادث الإرهابية في العراق عام 2009

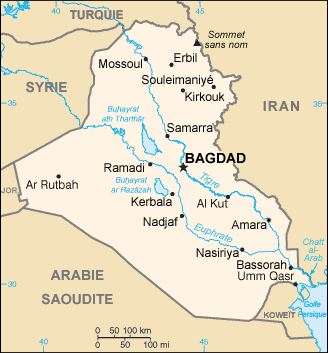
خريطة العراق

تُفصّل هذه المقالة أبرز الحوادث الإرهابية في العراق عام 2009. في عام 2009، شهد العراق 257 تفجيرًا انتحاريًا. في 23 أبريل/نيسان، أسفر تفجير انتحاري استهدف مطعمًا في المقدادية عن مقتل 57 شخصًا، بينما أسفر تفجير منفصل في جنوب شرق بغداد عن مقتل 28 شخصًا. في اليوم التالي، 24 أبريل/نيسان، استُهدف مرقد شيعي في تفجير أودى بحياة 60 شخصًا. شهد شهرا أكتوبر/تشرين الأول وديسمبر/كانون الأول هجومين أسفرا عن مقتل أكثر من 100 شخص، حيث وقع تفجيران في 25 أكتوبر/تشرين الأول (155 قتيلًا) و8 ديسمبر/كانون الأول (أكثر من 100 قتيل).

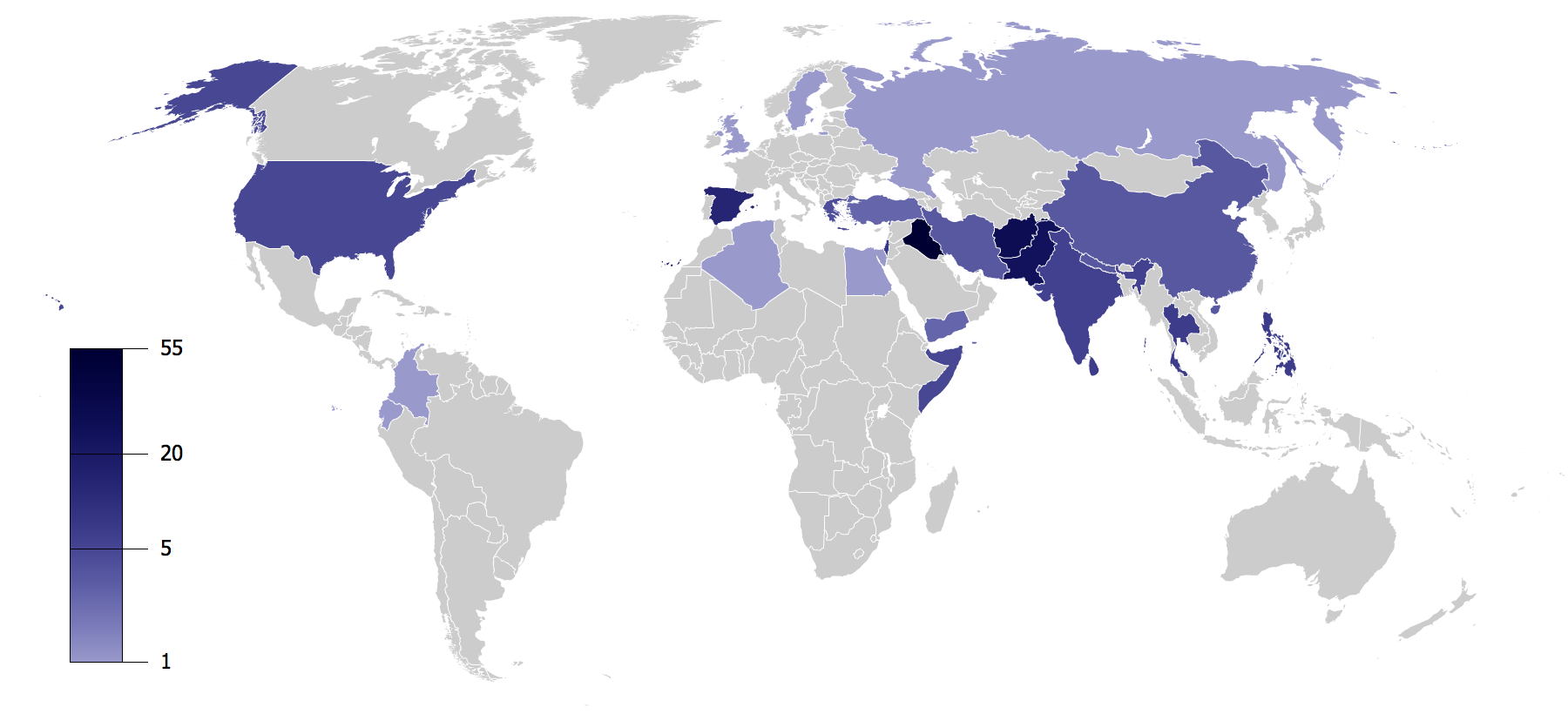
خريطة توضح عدد الحوادث الإرهابية التي وقعت عام ٢٠٠٩ حول العالم. وقد أظهرت أن العراق وباكستان وأفغانستان هي الدول التي عانت من أكبر عدد من الهجمات.

## يناير
- 1 يناير: قُتل ثلاثة من ضباط الشرطة في أعقاب تفجير شاحنة في الموصل.[1]
- 2 يناير: قُتل ما لا يقل عن 23 شخصًا وجُرح 110 في تفجير انتحاري في اليوسفية، وهي بلدة تقع جنوب بغداد.[2]
- 4 يناير: فجرت انتحارية نفسها وسط حشد من الحجاج في مرقد الإمام موسى الكاظم في شمال بغداد، مما أسفر عن مقتل 38 شخصًا وإصابة 72 آخرين.[3][4]
- 6 يناير: أدى هجوم انتحاري بسيارة مفخخة إلى إصابة خمسة من رجال الشرطة وثلاثة مدنيين، في هجوم على دوريتهم في الموصل.[5]
- 24 يناير: أدى تفجير سيارة مفخخة يقودها انتحاري إلى مقتل خمسة من رجال الشرطة وإصابة 13 شخصًا آخرين، من بينهم ستة ضباط شرطة، عند نقطة تفتيش في الكرمة.[6]

## فبراير
- 5 فبراير: قتلت انتحارية 15 شخصًا وأصابت 13 آخرين في تفجير انتحاري في مطعم في بعقوبة.[7]
- 9 فبراير: في حوالي الساعة 11 صباحًا، اصطدم شخص بشاحنة صغيرة تحمل متفجرات بمركبة مدرعة تقل جنودًا أمريكيين كانوا يمرون بنقطة تفتيش للشرطة العراقية في منطقة جديد بالموصل، مما أسفر عن مقتل 4 جنود أمريكيين (قائد الكتيبة المقدم جارنيت "جاري" ر. ديربي، بالإضافة إلى الرقيب جوشوا أ. وارد، والجندي ألبرت ر. جيكس، والجندي جوناثان ر. روبيرج[8]) ومترجمهم، وإصابة اثنين من رجال الشرطة العراقية ومدني.[9]
- 13 فبراير: قتلت انتحارية أكثر من 30 حاجًا شيعيًا وأصابت 35 آخرين في هجوم على الحجاج الشيعة في منطقة شمال الحلة.[10] وارتفع عدد القتلى لاحقًا إلى 35 مع إصابة 76 شخصًا، بما في ذلك 28 طفلاً.[11]

## مارس
- 8 مارس: تفجير مركز تجنيد الشرطة في بغداد: فجر انتحاري على دراجة نارية نفسه عندما دخل وسط حشد من الناس خارج مركز تجنيد الشرطة مما أسفر عن مقتل 28 شخصًا.[12]
- 10 مارس: انفجرت سيارة مفخخة خارج مؤتمر المصالحة الوطنية في بغداد، مما أسفر عن مقتل 33 شخصًا على الأقل وإصابة 46 آخرين.[13]

## أبريل
- 6 أبريل: سلسلة من التفجيرات في نفس اليوم (منسقة بشكل غير معروف) تقتل 32 شخصًا وتصيب 124 آخرين.[14]
- 10 أبريل: قُتل 8 أشخاص، من بينهم 5 جنود أمريكيين، وأصيب 60 شخصًا عندما اخترق مهاجم انتحاري بشاحنة ملغومة الحاجز الأمني الخارجي لمقر الشرطة الوطنية العراقية في جنوب الموصل، وفجر نفسه بالعبوات الناسفة.[15]
- 11 أبريل: قُتل ما لا يقل عن تسعة أشخاص وجُرح 23 آخرون يوم السبت عندما ضرب انتحاري مقر ميليشيا سنية متحالفة مع الولايات المتحدة جنوب بغداد.[16]
- 16 أبريل : أصيب 26 شخصًا بعد أن هاجم انتحاري في محافظة الأنبار العراقية قاعدة للجيش.[17]
- 20 أبريل: أصيب 8 جنود أمريكيين و9 مدنيين بجروح بالغة في تفجير انتحاري في بعقوبة، عاصمة محافظة ديالى. كان الانتحاري يرتدي زي الشرطة. ووفقًا لنائب رئيس بلدية المدينة، اختلط الانتحاري بالجنود العراقيين والأمريكيين قبل أن يفجر سترته الناسفة.[18]
- 23 أبريل: قُتل 57 شخصًا[19] في تفجير انتحاري بمطعم في المقدادية، ديالى. كما جُرح ما يصل إلى 55 شخصًا وفي تفجير انتحاري آخر، قُتل 28 شخصًا وجُرح 52 آخرون في هجوم انتحاري على دورية للشرطة في جنوب شرق بغداد.
- 24 أبريل: قُتل 30 شخصًا في تفجير انتحاري خارج أهم مزار شيعي في بغداد. ووصل عدد القتلى في هذا التفجير المزدوج إلى 60 شخصًا. وكان من بينهم 25 حاجًا إيرانيًا.[20] وأصيب 125 شخصًا.[21]

## مايو
- 1 مايو: أدى تفجير انتحاري بالقرب من مقهى في الموصل إلى مقتل 6 أشخاص.[22]
- 12 مايو: مقتل 5 من رجال الشرطة ومدني واحد وإصابة 11 شخصا في تفجير انتحاري في كركوك.
- 21 مايو: أدى تفجير انتحاري في كركوك إلى مقتل 5 من أفراد ميليشيا الصحوة. وفي حادث منفصل، قُتل 15 شخصًا من بينهم 3 جنود أمريكيين كما أصيب 30 آخرون بالإضافة إلى 7 من أفراد الخدمة الأمريكية عندما ضرب تفجير انتحاري دورية للجيش الأمريكي في جنوب بغداد.[23]

## يونيو
- 1 يونيو : أدى تفجير انتحاري عند نقطة تفتيش للشرطة في ديالى إلى مقتل شرطي وإصابة 9 آخرين.[24]
- 4 يونيو: قُتل مدني واحد وأصيب 6 آخرون في تفجير سيارة مفخخة في الموصل.[25]
- 20 يونيو: قُتل 15 شخصًا وجُرح 150 آخرون في تفجير شاحنة انتحارية في مسجد شيعي في كركوك.
- 22 يونيو: قُتل 7 من رجال الشرطة وأصيب 13 شخصًا في تفجير انتحاري في أبو غريب.[26]

## يوليو
- 29 يوليو: مقتل 7 أشخاص في انفجار مكتب حزب سياسي سني قرب بغداد.

## أغسطس
- في 13 أغسطس/آب، قُتل 20 شخصًا على الأقل وجُرح 30 آخرون في تفجير انتحاري مزدوج شمال العراق، وفقًا لمسؤول في وزارة الداخلية العراقية. نفّذ انتحاريان يرتديان سترات ناسفة الهجوم على مقهى في سنجار، وهي بلدة تقع غرب الموصل. ينتمي العديد من سكان سنجار إلى الأقلية الإيزيدية.[27]
- 19 أغسطس: مقتل 101 شخصًا خلال تفجيرات انتحارية متزامنة بشاحنات وسيارات مفخخة في وزارتي الخارجية والمالية العراقيتين.
- 29 أغسطس/آب: فجر انتحاري سيارة محملة بالمتفجرات خارج قاعدة للشرطة في محافظة صلاح الدين شمال بغداد، مما أسفر عن مقتل تسعة من ضباط الشرطة العراقية وإصابة 14 آخرين على الأقل.
- 30 أغسطس: تفجير سيارة مفخخة عند نقطة تفتيش في حي الأعظمية ببغداد يؤدي إلى مقتل شخص واحد على الأقل وإصابة 12 آخرين.

## سبتمبر
- 17 سبتمبر: مقتل ثلاثة مدنيين وإصابة ثلاثة من رجال الشرطة عندما هاجم انتحاري يقود شاحنة مفخخة نقطة تفتيش للشرطة في تلعفر، على بعد حوالي 260 ميلاً شمال غرب بغداد.

## أكتوبر
- 11 أكتوبر/تشرين الأول: سلسلة من التفجيرات المنسقة على ما يبدو استهدفت اجتماعًا للمصالحة الوطنية، أسفرت عن مقتل 23 شخصًا وإصابة 65 آخرين في غرب العراق، لكنها لم تُصِب المسؤولين الذين كانوا في الاجتماع. بعد حوالي ساعة من التفجيرين الأولين، حاول رجل يقود سيارة محملة بالمتفجرات اجتياز نقطة تفتيش أمنية بالقرب من مستشفى الرمادي العام بسرعة؛ فأطلق عليه ضابط شرطة النار عند نقطة التفتيش، لكنه تمكن من تفجير السيارة، مما أسفر عن مقتله وإصابة اثنين آخرين.[28]
- 25 أكتوبر/تشرين الأول: أسفرت تفجيرات بالقنابل ضد مباني البلديات الحكومية عن مقتل 155 شخصًا على الأقل وإصابة أكثر من 700 آخرين في وسط بغداد، في أعنف هجوم في العراق منذ أغسطس/آب 2007.[29]

## ديسمبر
- 8 ديسمبر: انفجارات بالقنابل تقتل أكثر من 100 شخص وتصيب أكثر من 400 آخرين في بغداد.[30]